# Wirtschaftskammer Baselland
Die Wirtschaftskammer Baselland ist die Dachorganisation der KMU im Kanton Basel-Landschaft. Sie umfasst 34 Branchen- und Berufsverbände und 22 kommunale Gewerbe- und Industrievereine mit total rund 10‘000 Mitgliedern. Die Geschäftsstelle hat ihren Sitz im Haus der Wirtschaft in Pratteln. Direktor der Wirtschaftskammer Baselland ist seit dem 1. September 2012 Christoph Buser-Ruesch. Die Wirtschaftskammer Baselland gehört als kantonale Organisation dem Schweizerischen Gewerbeverband (sgv) an.

## Geschichte
Die Wirtschaftskammer Baselland wurde am 11. September 1887 im Restaurant Schlüssel im basellandschaftlichen Kantonshauptort Liestal als „Kantonaler Gewerbeverein“ (KGV) gegründet. Erster Vorsitzender war Friedrich Wilhelm Brüderlin, Fabrikdirektor in Arlesheim. Im Spätsommer 1891 fand in Liestal die erste kantonale Gewerbe- und Industrieausstellung statt. 1901 trat dem KGV der erste Branchenverband bei, der 1901 gegründete Schmiedmeisterverband. Es folgten der Malermeister- und der Schuhmachermeisterverband (1906), der Schreinermeister- und der Wagnermeisterverband (1907) sowie der Spenglermeisterverband (1908). Im selben Jahr wurde das erste nebenamtliche Sekretariat des KGV in Betrieb genommen, das 1920 in ein Vollamt erweitert wurde. Auf Initiative des KGV wurde am 17. April 1916 im Kanton Basel-Landschaft das erste Gesetz betreffend des Lehrlingswesens in Kraft gesetzt, das die Berufsschule und Lehrabschlussprüfungen für obligatorisch erklärte.
Am 1. November 1968 übernahm der spätere Nationalrat Hans Rudolf Gysin das Sekretariat der in der Zwischenzeit zum Gewerbeverband Baselland umbenannten Organisation. In den folgenden 44 Jahren entwickelte er den Verband zur führenden Wirtschafts- und Gewerbeorganisation im Kanton. 1983 erwarb der KGV an der Altmarktstrasse 96 in Liestal ein Gebäude und baute es zum neuen „Haus des Gewerbes“ um. 1996 wurde die Liegenschaft um- und ausgebaut und am 26. Juni 1996 als „Haus der Wirtschaft“ eingeweiht. Im selben Jahr fand vom 30. Oktober bis 3. November 1996 in Pratteln die erste Berufsschau „Hören, Sehen, Reden“ statt, die sich mittlerweile im Zweijahres-Rhythmus zu einer unverzichtbaren Plattform für die Lehrstellensuche im Kanton entwickelt hat.
Am 4. September 2000 wurde der Gewerbeverband anlässlich einer Delegiertenversammlung formell zur heutigen Wirtschaftskammer Baselland umbenannt. Am 12. Dezember 2011 wurde der damalige FDP-Landrat Christoph Buser-Ruesch an einer a. o. Delegiertenversammlung zum neuen Direktor der Wirtschaftskammer bestimmt. Er trat per 1. September 2012 die Nachfolge von Hans Rudolf Gysin an. Am 11. September 2012 feierte die Wirtschaftskammer Baselland in der St. Jakobshalle Basel unter Anwesenheit von Bundesrat Johann Schneider-Ammann ihr 125-jähriges Bestehen und verabschiedete nach 44 Jahren ihren bisherigen Direktor Hans Rudolf Gysin.

## Organisation
Die Wirtschaftskammer Baselland ist als Verein direktdemokratisch organisiert und wird von drei Organen mit Einsitz der Mitglieder strategisch geführt und beaufsichtigt. Die drei Führungs- und Aufsichtsorgane sind die alle zwei Jahre stattfindende Delegiertenversammlung, der Wirtschaftsrat und der Zentralvorstand.

### Zentralvorstand
Der elfköpfige Zentralvorstand setzt sich wie folgt zusammen (Stand 16. Dezember 2024):
Roman Mayer (Präsident), Hansruedi Wirz (Vizepräsident), Rolf Blatter (Mitglied), Christoph Buser-Ruesch (Mitglied), Lucian Hell (Mitglied), Beat Huesler (Mitglied), Peter Meier (Mitglied), Nicole Ott (Mitglied), Roland Tischhauser (Mitglied), Mirko Tozzo (Mitglied), Richard Weber (Mitglied).

### Wirtschaftsrat
Im Wirtschaftsrat haben die Mitglieder des Zentralvorstands, die Präsidenten der Sektionen der Gewerbe- und Industrievereine (KGIV) sowie der Berufsverbände und bis zu 15 vom Zentralvorstand ernannte Delegierte der Einzelmitglieder sowie die Ehrenmitglieder Einsitz. Der Wirtschaftsrat ist das Parlament der Baselbieter KMU-Wirtschaft. Er nimmt Stellung zu wirtschafts- und KMU-politisch relevanten Sachfragen, beschliesst Abstimmungsparolen und gibt Wahlempfehlungen ab.

### Geschäftsleitung
Die operative Geschäftsleitung der Wirtschaftskammer Baselland setzt sich wie folgt zusammen (Stand 16. Dezember 2024):
Christoph Buser-Ruesch (Direktor), Michael Köhn (stv. Direktor), Marc Scherrer (stv. Direktor), Thomas Früh, Patrick Gross, Daniel Joos.

### Domizil
Seit dem 4. Januar 2021 ist die Wirtschaftskammer Baselland mit ihrer Geschäftsstelle im Haus der Wirtschaft in Pratteln domiziliert.

### Kantonale Gewerbe- und Industrievereine (KGIV)
22 kommunale Gewerbe- und Industrievereine sind der Wirtschaftskammer Baselland angeschlossen '(Stand 1. Januar 2021)

### Branchen- und Berufsverbände
Folgende 30 Branchen- und Berufsverbände sind der Wirtschaftskammer Baselland angeschlossen (Stand 16. Dezember 2024):
2rad Schweiz, Sektion Nordwestschweiz; Autogewerbeverband der Schweiz (AGVS), Sektion beider Basel; AM Suisse Nordwest; Schweizerischer Nutzfahrzeugverband (ASTAG), Sektion Nordwestschweiz; Bäcker-Confiseurmeister-Verband Regio Basel; Bauernverband beider Basel; Bauunternehmer Region Basel (BRB); Basellandschaftlicher Apothekerverband (BLAV); carrosserie suisse, Nordwestschweiz; Drogistenverband Nordwestschweiz; EIT.baselland; Gastro Baselland; holzbau schweiz – region basel; JardinSuisse beider Basel, Kaminfegermeister-Verband beider Basel; Maler- und Gipserunternehmer-Verband Baselland; Metzgermeisterverband beider Basel und Umgebung; Raiffeisenverband Nordwestschweiz; Schreinermeister-Verband Baselland; Schweizerischer Marktverband, Sektion Nordwestschweiz; Schweizerischer Plattenverband, Sektion b. Basel; Schweizerischer Verband der Immobilienwirtschaft (SVIT), Sektion beider Basel; suissetec nordwestschweiz (STNWS); SVVG Verband der Versicherungs-Generalagenten Aargau – beider Basel; Swissmechanic, Sektion beider Basel; Treuhand Suisse, Sektion Basel-Nordwestschweiz; VBI Verband Basler Isolierfirmen; Verband Dach und Wand Baselland; Verband der Innendekorateure der Region Basel; Verband der Innendekorateure der Region Basel; Verband Swiss Dental Laboratories, Sektion beider Basel.

## Events
Die Wirtschaftskammer Baselland organisiert jährlich den Tag der Wirtschaft, mit rund 3000 Teilnehmenden einer der grössten Netzwerkanlässe für die KMU-Wirtschaft in der Nordwestschweiz, an dem regelmässig Bundesräte wie Guy Parmelin, Ignazio Cassis oder Ueli Maurer als Gastreferenten auftreten. Fester Bestandteil am Tag der Wirtschaft ist seit 2015 die Preisverleihung der Swiss Innovation Challenge, einem Innovationswettbewerb mit Ausbildungs- und Mentoring-Programm über drei Phasen, an dem Preisgelder im Umfang von rund CHF 60'000 Franken vergeben werden. Partner der Swiss Innovation Challenge sind neben der Wirtschaftskammer Baselland die Fachhochschule Nordwestschweiz (FHNW) und die Basellandschaftliche Kantonalbank (BLKB). Weitere wiederkehrende Events der Wirtschaftskammer Baselland mit hoher Resonanz sind der KMU Networking Grill und der Neujahrsapéro.